# Stora Småvatten
Stora Småvatten är en sjö i Stenungsunds kommun i Bohuslän och ingår i Göta älv-Bäveåns kustområde. Sjöns area är 0,0076 kvadratkilometer och den befinner sig 110 meter över havet.